# Tug of War
Tug of War (с англ. — «Перетягивание каната») — третий сольный альбом Пола Маккартни, выпущенный в 1982 году. Диск является следующим сольным альбомом Маккартни после вышедшего в 1980 году McCartney II; это первый официальный сольный альбом Маккартни, вышедший после распада группы Wings в апреле 1981 года. На сессиях звукозаписи для альбома Маккартни снова начал работать с продюсером и звукорежиссёром Джорджем Мартином, с которым работал во время своего участия в группе The Beatles, а также при записи своих первых сольных альбомов. Tug of War также является первым альбомом Маккартни, вышедшим после смерти его давнего друга, соавтора и партнёра по работе в The Beatles Джона Леннона в декабре 1980.

## Об альбоме

### Создание альбома
После выпуска в свет альбома McCartney II, группа Wings вновь собралась в октябре 1980 на ферме Пола в Гэстингсе, графство Суссекс, и начала работу над подготовкой и записью материала для следующего альбома; как стало ясно позже, это были последние совместные репетиции группы; было отрепетировано и частично записано несколько песен, впоследствии вошедших в альбомы Маккартни Tug of War и Pipes of Peace. Чувствуя необходимость в сотрудничестве с кем-то достаточно опытным в звукозаписи, Пол Маккартни связался с продюсером и звукорежиссёром Джорджем Мартином, с которым работал во время своего участия в группе The Beatles в 1960-х, а также при записи своих первых сольных альбомов. Они вместе с Денни Лэйном на студии Джорджа Мартина на карибском острове Монсеррат в ноябре 1980 начали записывать несколько песен, в частности, песню, написанную для персонажа мультипликационного фильма Медведя Руперта (англ. Rupert Bear), на которого у Маккартни были права; песня называлась «We All Stand Together». Успешные сессии записи продолжались до 9 декабря 1980, когда, проснувшись утром, Маккартни узнал о том, что его давнишний друг, партнёр по участию в группе The Beatles и соавтор в сочинении песен Джон Леннон был предыдущим вечером застрелен в Нью-Йорке. Отменив назначенную на этот день сессию звукозаписи (когда Маккартни и Денни Лэйн должны были продолжать записывать песню «Rainclouds», в последующем вышедшую на стороне «Б» сингла «Ebony and Ivory»), Маккартни и Мартин почувствовали, что надо на время прекратить работу над проектом, чтоб продолжить её когда-нибудь, когда они будут к этому морально и психологически готовы.
В феврале 1981, через два месяца после гибели Леннона, Пол Маккартни возобновил сессии звукозаписи, записав совместно со Стиви Уандером, Стэнли Кларком, Карлом Перкинсом и Ринго Старром несколько песен. В записях в этот период также участвовал экс-гитарист группы 10cc Эрик Стюарт. Последовавшие летом 1981 дальнейшие сессии звукозаписи проходили на студии Джорджа Мартина AIR на Оксфорд-стрит в Лондоне — где опытный звукорежиссёр привнёс в музыку Маккартни достижения технологии звукозаписи, накопленные к 1980-м. Проходившие там сессии звукозаписи были настолько успешными и материала было записано так много, что несколько песен, не вошедших в Tug of War, пришлось оставить до следующего альбома Маккартни Pipes of Peace, выпущенного в 1983. Остаток 1981 года прошёл в доработке и доведении до возможной степени совершенства Маккартни и Мартином записанного для альбома материала.
Во время записи альбома Tug Of War Пол прекратил сотрудничество с Дэнни Лейном. Об этом было официально объявлено 27 апреля 1981. Дэнни пытался начать сольную карьеру, однако особых успехов не добился.

### Выпуск альбома
В марте 1982 вышел в свет сингл «Ebony and Ivory», записанный дуэтом Маккартни и Стиви Уандера. Он стал хитом № 1 во многих странах и восстановил репутацию Маккартни у публики и критиков, которая за предыдущий период заметно снизилась. Когда затем 26 апреля 1982 вышел сам альбом Tug of War, он немедленно достиг высших позиций по всему миру; за короткий период было продано несколько миллионов копий альбома. В 1983 альбом был номинирован на премию «Грэмми» как «альбом года» (но премию не получил). Вышедший следом за альбомом сингл «Take It Away» также попал в десятку лучших американского чарта синглов.

### Переиздание
В 1993 Tug of War был ремастирован и переиздан на CD как часть серии «The Paul McCartney Collection». В переиздание не были добавлены (как часто бывает) какие-либо бонус-треки: песни «Rainclouds» и «I’ll Give You a Ring», ранее вышедшие на сторонах «Б» синглов (соответственно, «Ebony and Ivory» и «Take It Away») в переиздание не вошли.
В 2007 Tug of War был ещё раз ремастирован и выпущен как издание для iTunes Store; в качестве бонус-трека была добавлена соло-версия (с вокалом одного Маккартни, без Стиви Уандера) «Ebony and Ivory».
2 октября 2015 года Tug of War (вместе с Pipes of Peace) был в очередной раз переиздан как часть серии Paul McCartney Archive Collection. Это издание включает в себя ремиксовые версии, оригинальные миксы 1982 года, би-сайды сингла и неизданные демозаписи.

## Список композиций
Слова и музыка всех песен — Пол Маккартни, кроме «What's That You're Doing?», написанной в соавторстве с Стиви Уандером.
| №  | Название                    | Примечание            | Длительность |
| -- | --------------------------- | --------------------- | ------------ |
| 1. | «Tug of War»                |                       | 4:22         |
| 2. | «Take It Away»              |                       | 4:14         |
| 3. | «Somebody Who Cares»        |                       | 3:19         |
| 4. | «What's That You're Doing?» | дуэт с Стиви Уандером | 6:19         |
| 5. | «Here Today»                |                       | 2:27         |

| №   | Название                  | Примечание              | Длительность |
| --- | ------------------------- | ----------------------- | ------------ |
| 6.  | «Ballroom Dancing»        |                         | 4:07         |
| 7.  | «The Pound Is Sinking»    |                         | 2:54         |
| 8.  | «Wanderlust»              |                         | 3:49         |
| 9.  | «Get It»                  | дуэт с Карлом Перкинсом | 2:29         |
| 10. | «Be What You See (Link)»  |                         | 0:34         |
| 11. | «Dress Me Up as a Robber» |                         | 2:41         |
| 12. | «Ebony and Ivory»         | дуэт с Стиви Уандером   | 3:46         |

| №   | Название          | Примечание                            | Длительность |
| --- | ----------------- | ------------------------------------- | ------------ |
| 13. | «Ebony and Ivory» | соло-версия; без вокала Стиви Уандера | 3:46         |

### Переиздание 2015 года
2 октября 2015 года альбом был переиздан в серии Paul McCartney Archive Collection. Издание было выпущено в нескольких форматах:
- Standard Edition — на двух CD-дисках; на первой диске — ремиксовый 13-трековый альбом, а на втором диске — 11 бонус-треков[6].
- Deluxe Edition — на трех CD-дисках и одном DVD-диске; на первом диске — ремиксовый 13-трековый альбом, на втором диске — оригинальный 13-трековый альбом и на третьем диске — 11 бонус-треков; DVD включает музыкальные клипы и 18-минутный документальный фильм с неизданных материалов; 112-страничная книга и 64-страничный фотоальбом[7].
- Remastered Vinyl — на двух виниловых LP-дисках; включает версии специального издания, также ссылку на скачивание материалов[8].

Диск 1 — ремиксовый альбом

Ремиксовый 13-трековый альбом.
Диск 2 — оригинальный альбом (только на Deluxe Edition)

Оригинальный 13-трековый альбом.
Бонусные треки (диск 2 — Standard Edition и диск 3 — Deluxe Edition)
1. «Stop, You Don’t Know Where She Came From» (Demo) — 1:44
2. «Wanderlust» (Demo) — 1:46
3. «Ballroom Dancing» (Demo) — 2:04
4. «Take It Away» (Demo) — 5:37
5. «The Pound Is Sinking» (Demo) — 2:35
6. «Something That Didn’t Happen» (Demo) — 2:17
7. «Ebony and Ivory» (Demo) — 1:46
8. «Dress Me Up as a Robber/Robber Riff» (Demo) — 3:42
Треки 1-8 ранее не издавалось
9. «Ebony and Ivory» (Solo Version) — 3:50
Б-сторона сингла «Ebony and Ivory»
10. «Rainclouds» — 3:13
Б-сторона сингла «Ebony and Ivory»
11. «I’ll Give You a Ring» — 3:09
Б-сторона сингла «Take It Away»

Диск 4 — DVD
1. «Tug of War» Music Video (Version 1)
2. «Tug of War» Music Video (Version 2)
3. «Take It Away» Music Video
4. «Ebony and Ivory» Music Video
5. «Fly TIA» — Behind The Scenes on Take It Away (новый 18-минутный документальный фильм с неизданных материалов)

Цифровые бонусные треки

Доступно только на сайте paulmccartney.com.
1. «Take It Away» (Single Edit) — 4:05

## Участники записи
- Пол Маккартни — вокал, гитары, фортепиано, синтезаторы, барабаны, бас-гитара, вокодер, перкуссия
- Денни Лэйн — гитара, гитарный синтезатор, бас-гитара в «Wanderlust»
- Эрик Стюарт — гитара, бэк-вокал
- Campbell Maloney — армейские барабаны в «Tug of War»
- Ринго Старр — барабаны в «Take It Away»
- Стив Гэдд — барабаны
- Джордж Мартин — электропиано
- Adrian Brett — pan pipes
- Энди Маккей — lyricon
- Adrian Sheppard — барабаны
- Dave Mattacks — барабаны
- Карл Перкинс — вокал, гитара в «Get It»
- Стиви Уандер — синтезатор, электропиано, барабаны, вокал
- Jack Brymer — кларнет
- Keith Harvey — виолончель
- Ian Jewel — альт
- Bernard Partridge — скрипка
- Jack Rothstein — скрипка
- Линда Маккартни — бэк-вокал
- Стэнли Кларк — бас-гитара

## Номинации и награды

### Премия «Грэмми»
| Год  | Номинируемая работа                                  | Категория                                                        | Результат |
| ---- | ---------------------------------------------------- | ---------------------------------------------------------------- | --------- |
| 1983 | Tug of War                                           | Альбом года                                                      | Номинация |
| 1983 | «Ebony and Ivory» (Дуэт со Стиви Уандером)           | Песня года                                                       | Номинация |
| 1983 | «Ebony and Ivory» (Дуэт со Стиви Уандером)           | Запись года                                                      | Номинация |
| 1983 | «Ebony and Ivory» (Дуэт со Стиви Уандером)           | Лучшее вокальное поп-исполнение дуэтом или группой               | Номинация |
| 1983 | «What’s That You’re Doing?» (Дуэт со Стиви Уандером) | Лучшее вокальное ритм-энд-блюзовое исполнение дуэтом или группой | Номинация |
| 2017 | Tug of War (Remastered Deluxe Edition)               | Лучшая упаковка коробочной или специальной ограниченной версии   | Номинация |

### American Music Awards
| Год  | Номинируемая работа                        | Категория                     | Результат |
| ---- | ------------------------------------------ | ----------------------------- | --------- |
| 1983 | Пол Маккартни (исполнитель)                | Favorite Pop/Rock Male Artist | Номинация |
| 1983 | «Ebony and Ivory» (Дуэт со Стиви Уандером) | Favorite Pop/Rock Single      | Номинация |

### Brit Awards
| Год  | Номинируемая работа         | Категория                                                                         | Результат |
| ---- | --------------------------- | --------------------------------------------------------------------------------- | --------- |
| 1983 | Пол Маккартни (исполнитель) | Лучший британский исполнитель                                                     | Победа    |
| 1983 | Пол Маккартни (исполнитель) | Sony Trophy for Technical Excellence (рус. Приз Sony за техническое совершенство) | Победа    |
| 1983 | Джордж Мартин (продюсер)    | Лучший британский продюсер                                                        | Номинация |

## Чарты и сертификации

### Места в чартах (1982)
| Страна                  | Чарт (1980)                | Место |
| ----------------------- | -------------------------- | ----- |
| Австралия               | Kent Music Report Chart    | 2     |
| Австрия                 | Albums Chart               | 2     |
| Бельгия                 | Albums Chart               | 3     |
| Канада                  | RPM Albums Chart           | 1     |
| Голландия               | Mega Albums Chart          | 1     |
| Франция                 | SNEP Albums Chart          | 2     |
| Италия                  | Albums Chart               | 1     |
| Израиль                 | Albums Chart               | 2     |
| Япония                  | Oricon LP Chart[B]         | 1     |
| Новая Зеландия          | Albums Chart               | 4     |
| Норвегия                | VG-lista Albums Chart      | 1     |
| Испания                 | Albums Chart               | 2     |
| Швеция                  | Albums Chart               | 1     |
| Великобритания          | UK Albums Chart            | 1     |
| США                     | Billboard 200[A]           | 1     |
| Западная Германия (ФРГ) | Media Control Albums Chart | 1     |

### Годовые чарты (1982)
| Страна         | Чарт (1982)          | Место |
| -------------- | -------------------- | ----- |
| Австралия      | Albums Chart         | 7     |
| Австрия        | Albums Chart         | 7     |
| Канада         | Albums Chart         | 14    |
| Франция        | Albums Chart         | 12    |
| Италия         | Albums Chart         | 13    |
| Япония         | Albums Chart         | 37    |
| Великобритания | Albums Chart         | 16    |
| США            | Billboard Pop Albums | 28    |

### Сертификации и количество продаж
| Страна                                                                   | Сертификация | Количество продаж |
| ------------------------------------------------------------------------ | ------------ | ----------------- |
| Франция (SNEP)                                                           | Золотой      | 289,800           |
| Япония (Oricon Charts)                                                   |              | 237,000[C]        |
| Великобритания (BPI)                                                     | Золотой      | 100,000^          |
| США (RIAA)                                                               | Золотой      | 1,000,000^        |
| ^ — обозначает, что количество продаж оценивается только по сертификации |              |                   |

Примечания к разделу «Чарты и сертификации»
- A^ В США Tug of War также попал в ритм-энд-блюзовый чарт, достигнув там в пике 11-го места.[27]
- B^ До января 1987 чарт альбомов в Японии был разделён на чарты изданий на LP, CD и кассетах. Tug of War также вошёл в чарт изданий альбомов на кассетах, достигнув в максимуме 12-го места и продержавшись в Top 100 этого чарта 19 недель.
- C^ Сумма продаж изданий альбома на LP, CD и аудиокассетах.